# Южный Конневеси (национальный парк)
Южный Конневеси (фин. Etelä-Konneveden kansallispuisto) — национальный парк, расположенный в Финском Приозерье на границе регионов Центральная Финляндия и Северное Саво, в общинах Конневеси и Рауталампи.
Парк включает в себя острова в южной части озера Конневеси и обширный участок земли на восточном берегу озера. Национальный парк расположен к югу от главной дороги 69 и к северо-западу от шоссе 9. В парке посетители могут наслаждаться водами озера в лодке или на каноэ, проходя через лабиринт островов среди гладких оледенелых скал и вертикальных скальных стен. В чистой воде можно увидеть глубины, которые являются владением дикой бурой форели. Также возможно отправиться в поход от богатых травами лесов до высоких скал, чтобы полюбоваться великолепным пейзажем скопы.
В Конневеси находится исследовательская станция Университета Йювяскюля. Научно-исследовательская станция Конневеси прославилась в области экспериментальной экологии, как наземной, так и водной.